# Friedrich August von Kaulbach
Friedrich August von Kaulbach, né le 2 juin 1850 à Munich et mort le 26 juillet 1920 à Ohlstadt près de Murnau am Staffelsee, est un peintre allemand réputé pour ses portraits de la haute société de l'époque, souvent dans le goût français fin-de-siècle.

## Biographie
Friedrich August von Kaulbach (il signait aussi Fritz August von Kaulbach) est le fils du peintre d'histoire Friedrich Kaulbach et le petit-neveu de Wilhelm Kaulbach. Il étudie à l'académie royale des beaux-arts de Nuremberg auprès d'August von Kreling, parent par alliance, et de Karl Raupp, puis de son père. Il s'installe à Munich en 1871 et fait ensuite partie d'un groupe qui se baptise les princes de la peinture munichoise, avec Franz von Lenbach et Franz von Stuck. Il commence une carrière de portraitiste et devient l'un des mieux payés de cette catégorie dans l'Empire allemand. Il peint des personnages de la société mondaine de l'époque, allemands et même américains.

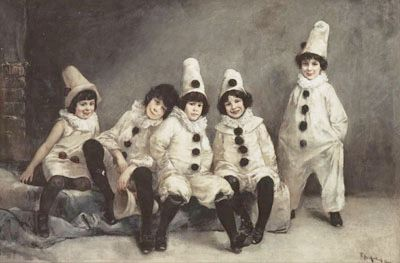
Kinderkarneval, représentants les enfants de la famille Pringsheim (1888).

Sa toile Kinderkarneval (Les Enfants du carnaval) de 1888 est restée fameuse. Elle représente les cinq enfants de la famille Pringsheim en costume de Pierrot, dont Katia Pringsheim, future épouse de Thomas Mann. Le célèbre écrivain en avait une reproduction dans sa chambre. Sa toile allégorique Germania, peinte en 1914, est aussi fameuse, comme le dernier témoin d'une époque révolue.
Kaulbach fait plusieurs voyages à Paris. Il est nommé directeur de l'académie des beaux-arts de Munich en 1886 et il est membre de l'Académie royale des arts de Berlin.
Sa fille Hedda épouse le sculpteur Toni Stadler (nl) et sa fille Mathilde (de) est l'épouse en secondes noces de Max Beckmann.

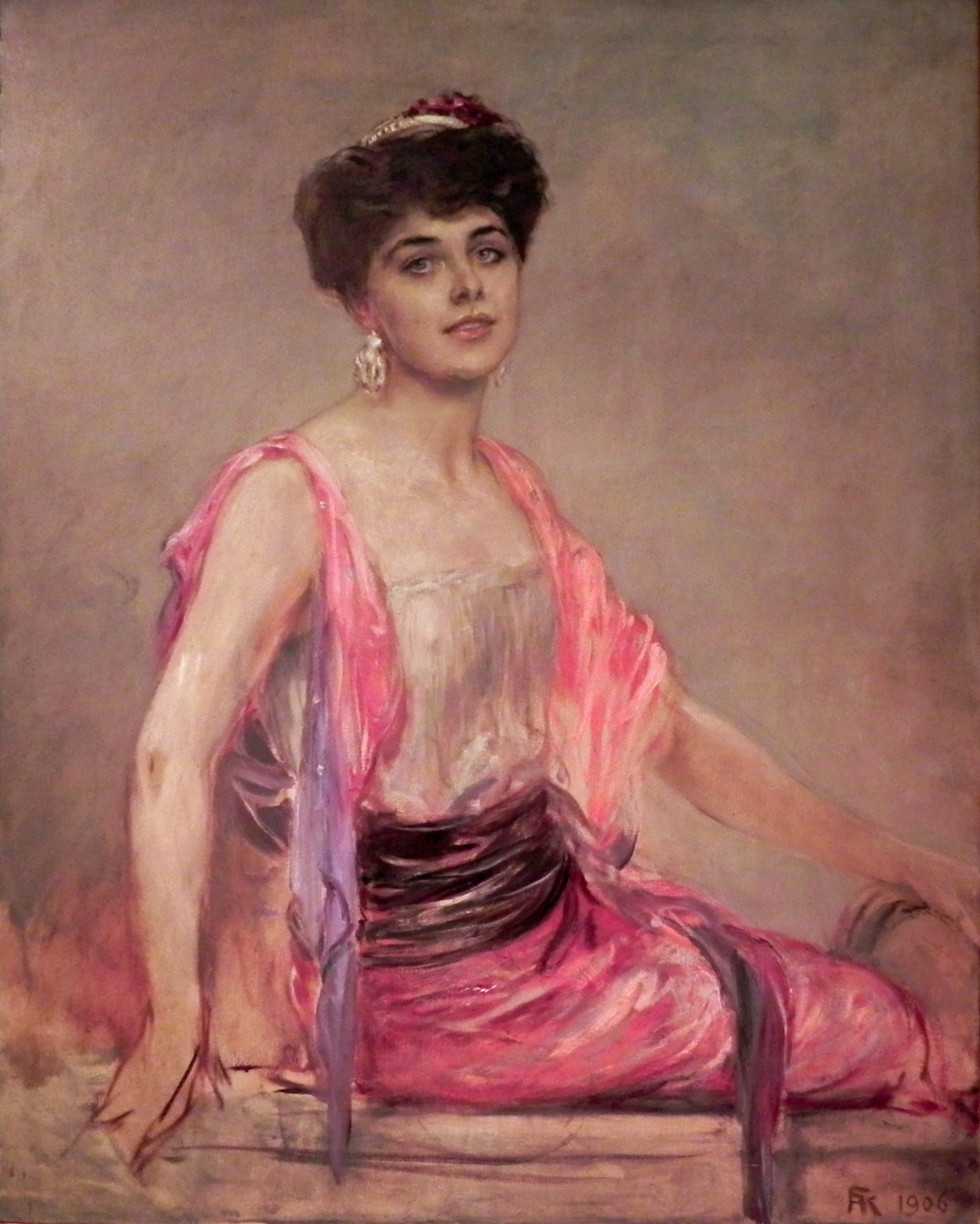
Étude pour le portrait de la chanteuse Geraldine Farrar.